# 出雲全日本大学選抜駅伝競走

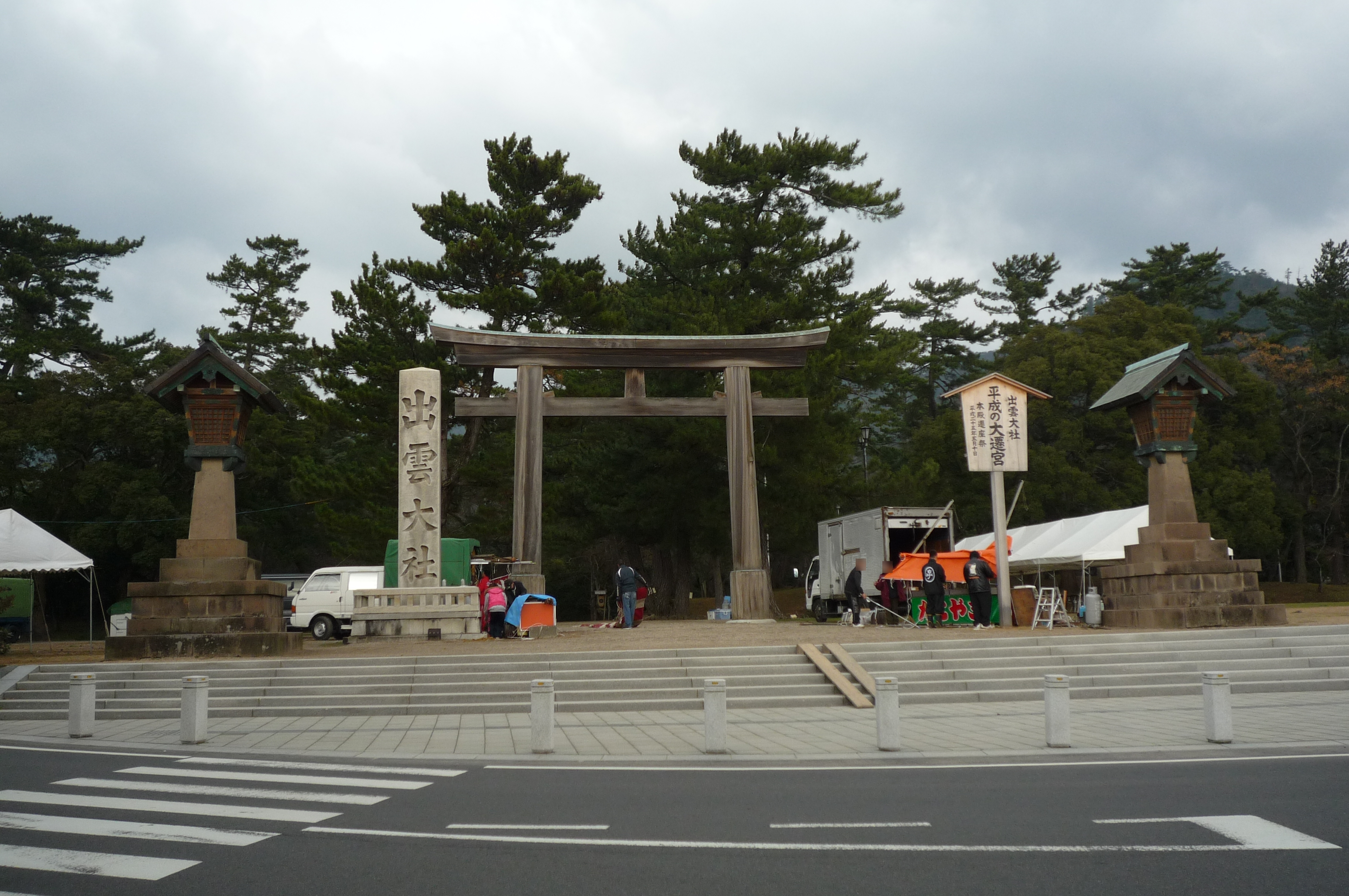
スタート位置である、出雲大社・勢溜の鳥居
(スタートラインは手前の歩道と車道の境付近)

出雲全日本大学選抜駅伝競走（いずもぜんにほんだいがくせんばつえきでんきょうそう）は、毎年スポーツの日に開催される日本学生陸上競技連合と出雲市主催の駅伝競走大会である。大会の正式略称は「出雲駅伝」。
男子の大学駅伝としては、1月2日・3日開催の箱根駅伝（初開催1920年）と、毎年11月第1日曜日開催の全日本大学駅伝（初開催1970年）と共に大学三大駅伝の一つとされており、初開催が1989年の出雲駅伝は、その中では最も歴史が新しい大会となる。

## 概要
1989年創設。当時の出雲市長・岩國哲人が誘致した。毎年スポーツの日に行われ、大学駅伝シーズンの幕開けを飾る大会である。
1年目は「平成記念 出雲くにびき大学招待クロスカントリーリレーフェスティバル」の名称で開催され、次走者にタッチするルールで行われていたが、翌年から通常の駅伝と同様に襷が用意されている。名称も2年目からは「出雲くにびき全日本大学招待ロードリレー大会」と変わり、1994年より現在の名称となる。
特徴
- 他学生駅伝大会のステップレースという立場を踏まえており、若干のコース修正はあるものの「短距離のスピードレース」「10月開催」という立場を堅持している。全体の区間が短いため、順位変動がめまぐるしいスピード勝負になる。また、三大駅伝の中では最も沿道の観衆は少ないが、地元全体で盛り上げていく機運が高いのも特徴のひとつである。
- 三大駅伝で唯一、外国人留学生の出場人数に制限がない大会である（箱根駅伝は2006年から、全日本駅伝は2011年から、留学生はエントリー2名・出場1名まで）[6]。
- 2013年までは、当大会の結果により国際千葉駅伝の選抜メンバーが選ばれていた。

## 出場チームと出場選手

### 国内チーム
地区別に割り当てられた定数に応じ、各地区学連が出場チームを主催団体に推薦する。地区内での選考・編成方法は各地区の学連に任されており、地区内の駅伝大会の結果で選抜する（全日本大学駅伝と同一基準にするかも自由）地区と、選抜チームを結成する地区とがある。
| 地区                         | 枠 | 選考基準                                                                                             |
| ---------------------------- | -- | --- |
| 北海道地区代表（北海道学連） | 2  | 北海道地区予選会（同年7月実施）の上位2校 北海道学連選抜（地区出場枠1の場合）                         |
| 東北地区代表（東北学連）     | 1  | 東北学連選抜                                                                                         |
| 関東地区代表（関東学連）     | 10 | 箱根駅伝（同年1月実施）の上位10校                                                                    |
| 北信越地区代表（北信越学連） | 2  | 全日本大学駅伝北信越地区選考会（同年7月実施）と併催。上位2校 北信越学連選抜（地区出場枠1の場合）     |
| 東海地区代表（東海学連）     | 1  | 東海学生駅伝（前年12月実施）の優勝校                                                                 |
| 関西地区代表（関西学連）     | 2  | 丹後大学駅伝（前年11月実施)の優勝校 全日本大学駅伝関西学連出場大学選考競技会（同年6月実施）の上位1校 |
| 中四国地区代表（中四国学連） | 1  | 中国四国学生駅伝（前年11月実施）の優勝校 中四国学連選抜（2016年まで）                                |
| 九州地区代表（九州学連）     | 1  | 九州学生駅伝（前年12月実施）の優勝校                                                                 |

枠の割り振り方法としては、「成績枠」の考え方が用いられている（2017年以降）。
これは、まず全8地区に「各地区基本枠1校」を割り当てて、残り12枠を、前回大会の上位12校の所属する地区に配分するものである。ただし、同一地区出場枠は最大10校であるため、基本枠1校を除いた9枠が同一地区の学校で埋まった場合、あるいは国外チームが入った場合は、12枠が埋まるまで、13位以下の学校が所属する地区に割り当て権が繰り下げられる。
シード校（2016年まで）
前回大会上位3大学にシード権が付与される。これらの大学が翌年大会の地区内の選抜に漏れた場合は、シード権を用いて地区内選抜とは別枠で参加することが可能であり、その場合、実質的に所属地区の選出校が増えることになる。例として、2010年大会では、前年大会優勝校の日本大学が地区推薦を得られなかった（箱根駅伝で上位10校に入れなかった）ため、シード校としての出場となり、全体の出場校が1校増えるとともに、関東地区からの出場枠が実質的に1校分増えたことになった。なお、シード権の放棄（出場辞退）も可能で、2010年大会までに5件存在した。
第26回（2014年）は大会が中止されたため、第27回（2015年）のみ、シード権の割り当て対象が前年の全日本大学駅伝の上位3校に変更された。
第29回（2017年）からは、上述の「成績枠」の導入と時を同じくして、シード校制度が廃止された。歴代のシード校は第20回（2008年）での第一工業大学（九州学連）以外はすべて関東の大学で、実際にシード権の行使による出場枠拡大は関東地区のみであった。

### 国外チーム
1998年からはアイビーリーグ選抜チームが招待されている。もっとも、選抜メンバーの大半は現役の大学生ではなく、既に競技を離れフルタイムの会社員として働いている卒業生であることから、成績は芳しくない。2021年・2022年は新型コロナウイルス感染症の影響で招待なし。

### チーム編成
監督1名とマネージャー1名を含む1チーム10名で編成する。選手は8名であるが、エントリー時には10名までエントリーすることができる。
競技者は、本連合普通会員でなければならない（国外チームを除く）。

## コースの特徴
1区では出雲大社正面鳥居前を出発し神門通りから南下、国道9号に入って2区へとつなぐ。2区は国道9号を東に進み斐伊川（神立橋）を横断する。斐川直江交差点の中継所で3区に入り北上、西代橋で再び斐伊川を渡り北東方向へ進み、平田の町の中心部の東側を反時計回りに周回する形で4区へとつなぐ。その後、コースは平田の町の中心部の西側を進み、4区・5区と国道431号を西に進む。島根ワイナリー前で6区へとつなぎ、再びスタート地点となった出雲大社正面鳥居前を通過して神門通りを南下し（途中までは1区と同じコース）、小山町（出雲市）を通過してゴールの出雲ドームを目指す。
当初は島根県立浜山公園陸上競技場をスタート・ゴール地点としていたが、1998年の第10回大会からスタート地点を出雲大社正面鳥居前に、2001年の第13回大会からゴール地点を出雲ドームに変更している。
先頭通過から極端に遅れたり、途中棄権となったチームは繰り上げスタートを行う場合もある。
1区間が最大10.2kmと三大大学駅伝の中で一番距離が短く、コース全体も大きなアップダウンがあまりないため、接戦もしくはスピードのあるレース展開が期待できるコースとなっている。
総距離は当初42.6kmで行われたが、その後43.1km→44.0km→44.5km→45.1kmと4度の延長を行っている。

### 1区（8.0km）
（スタート）出雲大社正面鳥居前（勢溜）→吉兆館前（0.7km）→ローソン浜山店前（2.1km）→浜山公園陸上競技場前（3.1km）→井原橋（新内藤川北側）（5.4km）→小山園西側交差点（6.1km）→渡橋中央交差点（7.0km）→出雲市役所・JAしまね前（第1中継所、8.0km）
- スタート地点は出雲大社正面鳥居前（勢溜）である。
- ポイントは出雲大社の大鳥居までの下り坂から浜山公園まで。下りで差を離す者も入れば、浜山公園の細かいアップダウンで引き離す者もいる。区間の最初に仕掛けどころが集中しているが、年によっては選手同士が牽制し合い、中継所まで団子状態になることも。また、1区から首位を独走して優勝となることもある。
- なお、1区のコースは出雲ドーム入り口まで最終6区と重複している。
- 本来はスタート直後に出雲大社の大鳥居をくぐるコースであるが、宇迦橋の工事のため、2021年大会から2023年大会まで大鳥居はくぐらず迂回する（距離は変わらないため、それ以前の記録は参考記録にはならず公認扱い）[14]。

| 現行区間（第13回大会以降）記録10傑 | 現行区間（第13回大会以降）記録10傑 | 現行区間（第13回大会以降）記録10傑 | 現行区間（第13回大会以降）記録10傑 | 現行区間（第13回大会以降）記録10傑 | 現行区間（第13回大会以降）記録10傑 |
|                                    | タイム                             | 氏名                               | 所属                               | 学年                               | 年次・順位                         |
| ---------------------------------- | ---------------------------------- | ---------------------------------- | ---------------------------------- | ---------------------------------- | ---------------------------------- |
| 1                                  | 22分30秒                           | キラグ・ジュグナ                   | 第一工業大                         | 2年                                | 21回（2009年）・区間賞             |
| 2                                  | 22分32秒                           | 吉居大和                           | 中央大                             | 3年                                | 34回（2022年）・区間賞             |
| 3                                  | 22分34秒                           | 中谷圭佑                           | 駒澤大                             | 3年                                | 27回（2015年）・区間賞             |
| 4                                  | 22分41秒                           | 花尾恭輔                           | 駒澤大                             | 3年                                | 34回（2022年）・区間2位            |
| 5                                  | 22分45秒                           | 目片将大                           | 青山学院大                         | 4年                                | 34回（2022年）・区間3位            |
| 5                                  | 22分45秒                           | 篠原倖太朗                         | 駒澤大                             | 3年                                | 35回（2023年）・区間賞             |
| 7                                  | 22分48秒                           | ダンカン・モゼ                     | 拓殖大                             | 2年                                | 23回（2011年）・区間賞             |
| 8                                  | 22分49秒                           | 小椋裕介                           | 青山学院大                         | 4年                                | 27回（2015年）・区間2位            |
| 9                                  | 22分50秒                           | 上野裕一郎                         | 中央大                             | 4年                                | 19回（2007年）・区間賞             |
| 9                                  | 22分50秒                           | 柏原竜二                           | 東洋大                             | 2年                                | 21回（2009年）・区間2位            |
| 9                                  | 22分50秒                           | 守屋和希                           | 関西学院大                         | 3年                                | 34回（2022年）・区間4位            |

### 2区（5.8km）
出雲市役所・JAしまね前（第1中継所、8.0km）→出雲商工会館前（8.9km）→神立橋西詰交差点（10.5km）→神立交差点（11.5km）→富村交差点（12.4km）→斐川直江・ゆめタウン斐川前（第2中継所、13.8km）
- 第21回大会（2009年）のコース変更により最も短い区間となった。
- コース途中の神立橋で、スサノオノミコトのヤマタノオロチ退治伝説で有名な斐伊川をわたる。大きなアップダウンはこの橋の前後ぐらい、というフラットな区間。国道9号上を走る。
- 短い区間ながらエース級選手の投入も見られる。

| 現行区間（第13回大会以降）記録10傑 | 現行区間（第13回大会以降）記録10傑 | 現行区間（第13回大会以降）記録10傑 | 現行区間（第13回大会以降）記録10傑 | 現行区間（第13回大会以降）記録10傑 | 現行区間（第13回大会以降）記録10傑 |
|                                    | タイム                             | 氏名                               | 所属                               | 学年                               | 年次・順位                         |
| ---------------------------------- | ---------------------------------- | ---------------------------------- | ---------------------------------- | ---------------------------------- | ---------------------------------- |
| 1                                  | 15分27秒                           | 佐藤圭汰                           | 駒澤大                             | 1年                                | 34回（2022年）・区間賞             |
| 2                                  | 15分31秒                           | 三浦龍司                           | 順天堂大                           | 3年                                | 34回（2022年）・区間2位            |
| 3                                  | 15分41秒                           | 千守倫央                           | 中央大                             | 4年                                | 34回（2022年）・区間3位            |
| 4                                  | 15分42秒                           | 横田俊吾                           | 青山学院大                         | 4年                                | 34回（2022年）・区間4位            |
| 5                                  | 15分45秒                           | 葛西潤                             | 創価大                             | 4年                                | 34回（2022年）・区間5位            |
| 6                                  | 15分46秒                           | 山本歩夢                           | 國學院大                           | 2年                                | 34回（2022年）・区間6位            |
| 6                                  | 15分46秒                           | 吉田響                             | 創価大                             | 4年                                | 36回（2024年）・区間賞             |
| 8                                  | 15分47秒                           | 田村和希                           | 青山学院大                         | 4年                                | 29回（2017年）・区間賞             |
| 9                                  | 15分51秒                           | 潰滝大記                           | 中央学院大                         | 4年                                | 27回（2015年）・区間賞             |
| 10                                 | 15分56秒                           | 鎧坂哲哉                           | 明治大                             | 4年                                | 23回（2011年）・区間賞             |

### 3区（8.5km）
斐川直江・ゆめタウン斐川前（第2中継所、13.8km）→直江交差点（15.1km）→中部小学校前（15.8km）→西代橋南詰交差点（17.8km）→西代交差点（19.0km）→本田橋交差点（19.5km）→平田本田（国交省出張所前、20.0km）→京町交差点（20.4km）→雲州平田駅前（20.9km）→平田中ノ島・JAラピタひらた店前（第3中継所、22.3km）
- 2番目に長い区間である。
- 第25回大会（2013年）までは古土手県道踏切において一畑電車北松江線を横切るルートだったため大会開催時には踏切に一畑電車の職員が派遣されていた。しかし、第27回大会（2015年）からは西代交差点をそのまま直進し、その先の本田橋交差点を右折して国道431号に入り、平田本田交差点をさらに右折し、京町交差点で従来のコースに再び合流し、古土手県道踏切を通らないルートとなっているため、本田橋交差点から平田本田までのコースは4区と重複することとなった。そのため、従来より迂回するコースとなり、距離は8.5kmに延長された。
- 大会全体を通して田園地帯を走るために強風を受けやすい。

| 現行区間（第13回大会以降）記録10傑 | 現行区間（第13回大会以降）記録10傑 | 現行区間（第13回大会以降）記録10傑 | 現行区間（第13回大会以降）記録10傑 | 現行区間（第13回大会以降）記録10傑 | 現行区間（第13回大会以降）記録10傑 |
|                                    | タイム                             | 氏名                               | 所属                               | 学年                               | 年次・順位                         |
| ---------------------------------- | ---------------------------------- | ---------------------------------- | ---------------------------------- | ---------------------------------- | ---------------------------------- |
| 1                                  | 23分36秒                           | フィリップ・ムルワ                 | 創価大                             | 4年                                | 34回（2022年）・区間賞             |
| 2                                  | 23分42秒                           | ヴィクター・キムタイ               | 城西大                             | 3年                                | 36回（2024年）・区間賞             |
| 3                                  | 23分46秒                           | 相澤晃                             | 東洋大                             | 4年                                | 31回（2019年）・区間賞             |
| -                                  | 23分49秒                           | フィリップ・ムルワ                 | 創価大                             | 3年                                | 33回（2021年）・区間賞             |
| 4                                  | 23分50秒                           | 田澤廉                             | 駒澤大                             | 4年                                | 34回（2022年）・区間2位            |
| 5                                  | 23分51秒                           | 近藤幸太郎                         | 青山学院大                         | 4年                                | 34回（2022年）・区間3位            |
| 6                                  | 23分52秒                           | 山川拓馬                           | 駒澤大                             | 3年                                | 36回（2024年）・区間2位            |
| -                                  | 23分54秒                           | 田澤廉                             | 駒澤大                             | 1年                                | 31回（2019年）・区間2位            |
| 7                                  | 23分55秒                           | 黒田朝日                           | 青山学院大                         | 3年                                | 36回（2024年）・区間3位            |
| 8                                  | 23分56秒                           | 内田隼太                           | 法政大                             | 4年                                | 34回（2022年）・区間4位            |
| 9                                  | 23分57秒                           | 浦野雄平                           | 國學院大                           | 4年                                | 31回（2019年）・区間3位            |
| 10                                 | 23分58秒                           | 𠮷田圭太                           | 青山学院大                         | 3年                                | 31回（2019年）・区間4位            |

### 4区（6.2km）
平田中ノ島・JAラピタひらた店前（第3中継所、22.3km）→大会全体の中間点（22.55km）→平田本田（国交省出張所前、23.8km）→本田橋交差点（24.3km）→太田医院前（25.1km）→美談・東材木境（27.4km）→鳶巣コミュニティセンター・JAしまね鳶巣前（第4中継所、28.5km）
- 第21回大会（2009年）から、第3中継所が市立平田図書館前中継所から平田中ノ島中継所（ラピタひらた店前）に、第4中継所が鳶ケ巣城前中継所から鳶巣コミュニティセンター前中継所に変更）にそれぞれ移動された。その結果、4区の距離は6.5kmから6.2kmに短縮された。
- 選手から見て右に北山山系の山々、左に斐川平野を臨む平坦な道。コースの後半は一畑電車北松江線と並走する。最後の1kmのアップダウンが勝負のしどころ。
- 風が強い年は4・5区は追い風になりやすい。
- 6区間の合わせての全長は45.1kmで、中間点を受け持つのは第4区である。

| 現行区間（第13回大会以降）記録10傑 | 現行区間（第13回大会以降）記録10傑 | 現行区間（第13回大会以降）記録10傑 | 現行区間（第13回大会以降）記録10傑 | 現行区間（第13回大会以降）記録10傑 | 現行区間（第13回大会以降）記録10傑 |
|                                    | タイム                             | 氏名                               | 所属                               | 学年                               | 年次・順位                         |
| ---------------------------------- | ---------------------------------- | ---------------------------------- | ---------------------------------- | ---------------------------------- | ---------------------------------- |
| 1                                  | 17分24秒                           | 神林勇太                           | 青山学院大                         | 3年                                | 31回（2019年）・区間賞             |
| 2                                  | 17分29秒                           | 市村朋樹                           | 東海大                             | 2年                                | 31回（2019年）・区間2位            |
| 3                                  | 17分30秒                           | 小林歩                             | 駒澤大                             | 3年                                | 31回（2019年）・区間3位            |
| 4                                  | 17分34秒                           | 鈴木洋平                           | 早稲田大                           | 4年                                | 28回（2016年）・区間賞             |
| 5                                  | 17分35秒                           | 山内健登                           | 青山学院大                         | 4年                                | 35回（2023年）・区間賞             |
| 6                                  | 17分39秒                           | 茂木亮太                           | 青山学院大                         | 4年                                | 28回（2016年）・区間2位            |
| 6                                  | 17分39秒                           | 下史典                             | 駒澤大                             | 2年                                | 28回（2016年）・区間2位            |
| 8                                  | 17分41秒                           | 村上優輝                           | 中央学院大                         | 4年                                | 28回（2016年）・区間4位            |
| 9                                  | 17分42秒                           | 野中恒亨                           | 國學院大                           | 2年                                | 36回（2024年）・区間賞             |
| 10                                 | 17分43秒                           | 宮下隼人                           | 東洋大                             | 2年                                | 31回（2019年）・区間4位            |

### 5区（6.4km）
鳶巣コミュニティセンター・JAいずも鳶巣前（第4中継所、28.5km）→オムロン出雲西側交差点（29.9km）→矢尾（矢尾橋）交差点（31.6km）→松井銘木前（32.6km）→遙堪（荘厳寺南側）交差点（33.5km）→島根ワイナリー前（第5中継所、34.9km）
- 第20回大会（2008年）までは全区間の中で最も短い区間であったが、第21回大会（2009年）からコース変更（第4中継所を鳶ケ巣城前中継所から鳶巣コミュニティセンター前中継所に変更）により区間が延長され5.0kmから6.4kmに変更となった。
- コースは全体を通してうねるような細かいアップダウンが続く。

| 現行区間（第13回大会以降）記録10傑 | 現行区間（第13回大会以降）記録10傑 | 現行区間（第13回大会以降）記録10傑 | 現行区間（第13回大会以降）記録10傑 | 現行区間（第13回大会以降）記録10傑 | 現行区間（第13回大会以降）記録10傑 |
|                                    | タイム                             | 氏名                               | 所属                               | 学年                               | 年次・順位                         |
| ---------------------------------- | ---------------------------------- | ---------------------------------- | ---------------------------------- | ---------------------------------- | ---------------------------------- |
| 1                                  | 17分43秒                           | 安藤悠哉                           | 青山学院大                         | 4年                                | 28回（2016年）・区間賞             |
| 2                                  | 17分51秒                           | 安原太陽                           | 駒澤大                             | 4年                                | 35回（2023年）・区間賞             |
| 3                                  | 17分54秒                           | 服部勇馬                           | 東洋大                             | 2年                                | 25回（2013年）・区間賞             |
| 3                                  | 17分54秒                           | 小野寺悠                           | 帝京大                             | 3年                                | 31回（2019年）・区間賞             |
| 5                                  | 17分56秒                           | 三上嵩斗                           | 東海大                             | 2年                                | 28回（2016年）・区間2位            |
| 6                                  | 17分59秒                           | 今西駿介                           | 東洋大                             | 4年                                | 31回（2019年）・区間2位            |
| 7                                  | 18分03秒                           | 永戸聖                             | 山梨学院大                         | 2年                                | 28回（2016年）・区間3位            |
| 7                                  | 18分03秒                           | 中村大成                           | 駒澤大                             | 4年                                | 31回（2019年）・区間3位            |
| 9                                  | 18分06秒                           | 吉田亮壱                           | 日本体育大                         | 3年                                | 28回（2016年）・区間4位            |
| 10                                 | 18分07秒                           | 光延誠                             | 早稲田大                           | 3年                                | 28回（2016年）・区間5位            |

### 6区（10.2km）
島根ワイナリー前（第5中継所、34.9km）→みせん広場前（36.6km）→出雲大社正面鳥居前（勢溜、37.2km）→ローソン浜山店前（39.3km）→浜山公園陸上競技場前（40.3km）→小山園西側交差点（43.3km）→おやま保育園南側交差点（44.1km）→出雲ドーム（フィニッシュ）
- アンカー対決の舞台は大会中最も長い10.2km。距離が短い大会だけに、この区間で何度も首位交代が起こっている。2022年現在では32回中13回発生している。コース変更前の1996年の第8回大会で、早稲田大学の小林雅幸が9位から8人を抜き、出雲駅伝史上最小の2秒差で優勝した（コース変更前は11.3km）。
- コースは最初上って出雲大社前を左折すると下りに転じる。浜山公園のアップダウンを過ぎて2度左に折れれば、ゴールの出雲ドームが見えてくる。
- 本来は1区と同じく出雲大社の大鳥居をくぐるコースであるが、宇迦橋の工事のため、2021年大会から2023年大会まで大鳥居はくぐらず迂回する（距離は変わらないため、それ以前の記録は参考記録にはならず公認扱い）[14]。

| 現行区間（第13回大会以降）記録10傑 | 現行区間（第13回大会以降）記録10傑 | 現行区間（第13回大会以降）記録10傑 | 現行区間（第13回大会以降）記録10傑 | 現行区間（第13回大会以降）記録10傑 | 現行区間（第13回大会以降）記録10傑 |
|                                    | タイム                             | 氏名                               | 所属                               | 学年                               | 年次・順位                         |
| ---------------------------------- | ---------------------------------- | ---------------------------------- | ---------------------------------- | ---------------------------------- | ---------------------------------- |
| 1                                  | 28分17秒                           | ギタウ・ダニエル                   | 日本大                             | 4年                                | 21回（2009年）・区間賞             |
| -                                  | 28分28秒                           | ギタウ・ダニエル                   | 日本大                             | 3年                                | 20回（2008年）・区間賞             |
| 2                                  | 28分33秒                           | メクボ・ジョブ・モグス             | 山梨学院大                         | 2年                                | 18回（2006年）・区間賞             |
| 3                                  | 28分41秒                           | ドミニク・ニャイロ                 | 山梨学院大                         | 1年                                | 27回（2015年）・区間賞             |
| -                                  | 28分55秒                           | ギタウ・ダニエル                   | 日本大                             | 2年                                | 19回（2007年）・区間賞             |
| 4                                  | 29分00秒                           | 鈴木芽吹                           | 駒澤大                             | 4年                                | 35回（2023年）・区間賞             |
| 5                                  | 29分03秒                           | 平林清澄                           | 國學院大                           | 4年                                | 36回（2024年）・区間賞             |
| -                                  | 29分05秒                           | ドミニク・ニャイロ                 | 山梨学院大                         | 2年                                | 28回（2016年）・区間賞             |
| 6                                  | 29分05秒                           | 土方英和                           | 國學院大                           | 4年                                | 31回（2019年）・区間賞             |
| 7                                  | 29分11秒                           | 一色恭志                           | 青山学院大                         | 3年                                | 27回（2015年）・区間2位            |
| -                                  | 29分15秒                           | ギタウ・ダニエル                   | 日本大                             | 1年                                | 18回（2006年）・区間2位            |
| 8                                  | 29分17秒                           | オンディバ・コスマス               | 山梨学院大                         | 2年                                | 21回（2009年）・区間2位            |
| 9                                  | 29分20秒                           | オンベチェ・モカンバ               | 山梨学院大                         | 3年                                | 15回（2003年）・区間賞             |
| 10                                 | 29分21秒                           | イェゴン・ヴィンセント             | 東京国際大                         | 3年                                | 33回（2021年）・区間賞             |

| 現行区間（第13回大会以降）日本人記録10傑 | 現行区間（第13回大会以降）日本人記録10傑 | 現行区間（第13回大会以降）日本人記録10傑 | 現行区間（第13回大会以降）日本人記録10傑 | 現行区間（第13回大会以降）日本人記録10傑 | 現行区間（第13回大会以降）日本人記録10傑 |
|                                          | タイム                                   | 氏名                                     | 所属                                     | 学年                                     | 年次・順位                               |
| ---------------------------------------- | ---------------------------------------- | ---------------------------------------- | ---------------------------------------- | ---------------------------------------- | ---------------------------------------- |
| 1                                        | 29分00秒                                 | 鈴木芽吹                                 | 駒澤大                                   | 4年                                      | 35回（2023年）・区間賞                   |
| 2                                        | 29分03秒                                 | 平林清澄                                 | 國學院大                                 | 4年                                      | 36回（2024年）・区間賞                   |
| 3                                        | 29分05秒                                 | 土方英和                                 | 國學院大                                 | 4年                                      | 31回（2019年）・区間賞                   |
| 4                                        | 29分11秒                                 | 一色恭志                                 | 青山学院大                               | 3年                                      | 27回（2015年）・区間2位                  |
| -                                        | 29分21秒                                 | 鈴木芽吹                                 | 駒澤大                                   | 3年                                      | 34回（2022年）・区間賞                   |
| 5                                        | 29分23秒                                 | 西田壮志                                 | 東海大                                   | 3年                                      | 31回（2019年）・区間2位                  |
| 6                                        | 29分26秒                                 | 窪田忍                                   | 駒澤大                                   | 3年                                      | 24回（2012年）・区間2位                  |
| 7                                        | 29分27秒                                 | 湯浅仁                                   | 中央大                                   | 4年                                      | 35回（2023年）・区間2位                  |
| 8                                        | 29分28秒                                 | 伊地知賢造                               | 國學院大                                 | 3年                                      | 34回（2022年）・区間2位                  |
| 9                                        | 29分30秒                                 | 佐藤悠基                                 | 東海大                                   | 3年                                      | 19回（2007年）・区間2位                  |
| 9                                        | 29分30秒                                 | 出岐雄大                                 | 青山学院大                               | 4年                                      | 24回（2012年）・区間3位                  |

## 競技方法
日本陸上競技連盟競技規則・駅伝競走規準及び出雲全日本大学選抜駅伝競走の大会申し合わせ事項による。

## 歴史
- 1989年（第1回） - 代表枠は、関東10、東海1、関西2、中四国1、九州2の16校と、学連選抜として北海道、東北、北信越、中四国の4チーム、計20代表で実施。
- 1991年（第3回） - 早稲田大学（関東）がシード枠で出場。招待校として上海体育大学とサンフランシスコ大学（いずれも同年のみ）を加えて23代表で実施。
- 1992年（第4回） - 東海大学（関東）の出場辞退により19代表で実施。
- 1993年（第5回） - 大東文化大学（関東）がシード枠で出場。21代表で実施。
- 1994年（第6回） - 広島アジア大会の開催との重複を避けるため、開会式前日の10月1日（土）に繰り上げて開催。
- 1995年（第7回） - 前年3位の順天堂大学（関東）がシード枠での出場を辞退。
- 1996年（第8回） - 前年優勝の山梨学院大学（関東）がシード枠での出場を辞退。
- 1997年（第9回） - 前年3位の専修大学（関東）がシード枠での出場を辞退。
- 1998年（第10回） - アイビーリーグ選抜チームの招待をこの年から開始。21代表で実施。
- 2002年（第14回） - 韓国学生選抜を招待（この年のみ）。22代表で実施。
- 2003年（第15回） - 前年2位の神奈川大学（関東）がシード枠での出場を辞退。
- 2004年（第16回） - 大東文化大（関東）がシード枠で出場。22代表で実施。
- 2008年（第20回） - 前年3位の日本体育大学（関東）がシード枠での出場を辞退。第20回記念として歴代優勝校の大東文化大が出場。22代表で実施。
- 2010年（第22回） - 日本大学（関東）がシード枠で出場。北京体育大学を招待するが人数が揃わなかった為に出場辞退[15]。22代表で実施。
- 2013年（第25回） - 中央大（関東）がシード枠で出場。22代表で実施。
- 2014年（第26回） - 台風19号の影響により中止[16][17]。
- 2016年（第28回） - 関西学院大学（関西）の出場辞退により20代表で実施。
- 2017年（第29回） - 中四国の代表枠が2に増え、学連選抜が北海道・東北・北信越の3チームとなる。岐阜経済大学が1区で、法政大学が4区で途中棄権[18]。
- 2018年（第30回） - この年から成績枠制に移行
- 2019年（第31回） - 令和元年東日本台風（台風19号）により開催が危ぶまれたものの予定通り開催された[20]。
- 2020年（第32回） - 新型コロナウイルス感染拡大の影響により中止[21][22]。
- 2021年（第33回） - アイビーリーグ選抜チームを招待せず、20代表で実施。スポーツの日がこの年のみ7月23日となったため、10月10日（日）に開催。日曜日開催は22年ぶり。
- 2022年（第34回） - アイビーリーグ選抜チームを招待せず、20代表で実施。
- 2023年（第35回） - 4年ぶりにアイビーリーグ選抜チームが招待され、21代表で実施。大阪経済大学が1区で途中棄権。創価大学がドーピング違反により失格。

## 成績・表彰・式典

### 成績

#### 歴代優勝校
| 回次   | 開催日          | 優勝校 (回数)                        | 優勝校 (回数)                        | タイム                               | 総距離                               | 出場チーム数 |
| ------ | --------------- | ------------------------------------ | ------------------------------------ | ------------------------------------ | ------------------------------------ | ------------ |
| 第1回  | 1989年 10月10日 | 日本大学                             |                                      | 2:04:20                              | 42.6km                               | 20           |
| 第2回  | 1990年 10月10日 | 大東文化大学                         |                                      | 2:06:41                              | 42.6km                               | 20           |
| 第3回  | 1991年 10月10日 | 山梨学院大学                         |                                      | 2:06:10                              | 42.6km                               | 23           |
| 第4回  | 1992年 10月10日 | 山梨学院大学                         | 2                                    | 2:04:46                              | 42.6km                               | 19           |
| 第5回  | 1993年 10月10日 | 山梨学院大学                         | 3                                    | 2:05:30                              | 42.6km                               | 21           |
| 第6回  | 1994年 10月01日 | 山梨学院大学                         | 4                                    | 2:04:02                              | 42.6km                               | 20           |
| 第7回  | 1995年 10月10日 | 山梨学院大学                         | 5                                    | 2:04:34                              | 42.6km                               | 20           |
| 第8回  | 1996年 10月10日 | 早稲田大学                           |                                      | 2:05:11                              | 42.6km                               | 20           |
| 第9回  | 1997年 10月10日 | 駒澤大学                             |                                      | 2:05:21                              | 42.6km                               | 20           |
| 第10回 | 1998年 10月10日 | 駒澤大学                             | 2                                    | 2:04:48                              | 43.1km                               | 21           |
| 第11回 | 1999年 10月10日 | 順天堂大学                           |                                      | 2:04:57                              | 43.1km                               | 21           |
| 第12回 | 2000年 10月09日 | 順天堂大学                           | 2                                    | 2:05:26                              | 43.1km                               | 21           |
| 第13回 | 2001年 10月08日 | 順天堂大学                           | 3                                    | 2:09:49                              | 44.0km                               | 21           |
| 第14回 | 2002年 10月14日 | 山梨学院大学                         | 6                                    | 2:10:27                              | 44.0km                               | 22           |
| 第15回 | 2003年 10月13日 | 日本大学                             | 2                                    | 2:10:04                              | 44.0km                               | 21           |
| 第16回 | 2004年 10月11日 | 日本大学                             | 3                                    | 2:09:12                              | 44.0km                               | 22           |
| 第17回 | 2005年 10月10日 | 東海大学                             |                                      | 2:08:42                              | 44.0km                               | 21           |
| 第18回 | 2006年 10月09日 | 東海大学                             | 2                                    | 2:07:48                              | 44.0km                               | 21           |
| 第19回 | 2007年 10月08日 | 東海大学                             | 3                                    | 2:07:14                              | 44.0km                               | 21           |
| 第20回 | 2008年 10月13日 | 日本大学                             | 4                                    | 2:08:27                              | 44.0km                               | 22           |
| 第21回 | 2009年 10月12日 | 日本大学                             | 5                                    | 2:10:07                              | 44.5km                               | 21           |
| 第22回 | 2010年 10月11日 | 早稲田大学                           | 2                                    | 2:10:05                              | 44.5km                               | 22           |
| 第23回 | 2011年 10月10日 | 東洋大学                             |                                      | 2:10:43                              | 44.5km                               | 21           |
| 第24回 | 2012年 10月08日 | 青山学院大学                         |                                      | 2:09:41                              | 44.5km                               | 21           |
| 第25回 | 2013年 10月14日 | 駒澤大学                             | 3                                    | 2:09:10                              | 44.5km                               | 22           |
| 第26回 | 2014年 10月13日 | （台風接近のため開催中止）           | （台風接近のため開催中止）           | （台風接近のため開催中止）           | （台風接近のため開催中止）           | 21           |
| 第27回 | 2015年 10月12日 | 青山学院大学                         | 2                                    | 2:09:05                              | 45.1km                               | 21           |
| 第28回 | 2016年 10月10日 | 青山学院大学                         | 3                                    | 2:10:09                              | 45.1km                               | 20           |
| 第29回 | 2017年 10月09日 | 東海大学                             | 4                                    | 2:11:59                              | 45.1km                               | 21           |
| 第30回 | 2018年 10月08日 | 青山学院大学                         | 4                                    | 2:11:58                              | 45.1km                               | 21           |
| 第31回 | 2019年 10月14日 | 國學院大學                           |                                      | 2:09:56                              | 45.1km                               | 21           |
| 第32回 | 2020年 10月11日 | （新型コロナウイルスのため開催中止） | （新型コロナウイルスのため開催中止） | （新型コロナウイルスのため開催中止） | （新型コロナウイルスのため開催中止） | 21           |
| 第33回 | 2021年 10月10日 | 東京国際大学                         |                                      | 2:12:10                              | 45.1km                               | 20           |
| 第34回 | 2022年 10月10日 | 駒澤大学                             | 4                                    | 2:08:32                              | 45.1km                               | 20           |
| 第35回 | 2023年 10月09日 | 駒澤大学                             | 5                                    | 2:07:51                              | 45.1km                               | 21           |
| 第36回 | 2024年 10月14日 | 國學院大學                           | 2                                    | 2:09:24                              | 45.1km                               | 21           |

#### 歴代出場校の順位
| 第1回 （1989年10月10日） | 第1回 （1989年10月10日） |
| ------------------------ | ------------------------ |
| 優勝                     | 日本大学                 |
| 2位                      | 大東文化大学             |
| 3位                      | 山梨学院大学             |
| 4位                      | 順天堂大学               |
| 5位                      | 中央大学                 |
| 6位                      | 京都産業大学             |
| 7位                      | 東海大学                 |
| 8位                      | 東京農業大学             |
| 9位                      | 日本体育大学             |
| 10位                     | 中京大学                 |
| 11位                     | 駒澤大学                 |
| 12位                     | 徳山大学                 |
| 13位                     | 早稲田大学               |
| 14位                     | 福岡大学                 |
| 15位                     | 北信越学連選抜           |
| 16位                     | 東北学連選抜             |
| 17位                     | 大阪体育大学             |
| 18位                     | 中四国学連選抜           |
| 19位                     | 北海道学連選抜           |
| 20位                     | 久留米大学               |

| 第2回 （1990年10月10日） | 第2回 （1990年10月10日） |
| ------------------------ | ------------------------ |
| 優勝                     | 大東文化大学◎            |
| 2位                      | 早稲田大学               |
| 3位                      | 山梨学院大学◎            |
| 4位                      | 日本大学◎                |
| 5位                      | 中央大学                 |
| 6位                      | 東海大学                 |
| 7位                      | 国士舘大学               |
| 8位                      | 京都産業大学             |
| 9位                      | 順天堂大学               |
| 10位                     | 日本体育大学             |
| 11位                     | 法政大学                 |
| 12位                     | 大阪経済大学             |
| 13位                     | 福岡大学                 |
| 14位                     | 徳山大学                 |
| 15位                     | 中京大学                 |
| 16位                     | 北信越学連選抜           |
| 17位                     | 中四国学連選抜           |
| 18位                     | 北海道学連選抜           |
| 19位                     | 九州国際大学             |
| 20位                     | 東北学連選抜             |

| 第3回 （1991年10月10日） | 第3回 （1991年10月10日） |
| ------------------------ | ------------------------ |
| 優勝                     | 山梨学院大学◎            |
| 2位                      | 大東文化大学◎            |
| 3位                      | 日本大学                 |
| 4位                      | 順天堂大学               |
| 5位                      | 東京農業大学             |
| 6位                      | 日本体育大学             |
| 7位                      | 早稲田大学◎              |
| 8位                      | 東海大学                 |
| 9位                      | 京都産業大学             |
| 10位                     | 中央大学                 |
| 11位                     | 鹿屋体育大学             |
| 12位                     | 駒澤大学                 |
| 13位                     | 徳山大学                 |
| 14位                     | 福岡大学                 |
| 15位                     | 中京大学                 |
| 16位                     | 中四国学連選抜           |
| 17位                     | 大阪経済大学             |
| 18位                     | 東北学連選抜             |
| 19位                     | 法政大学                 |
| 20位                     | 上海体育運動技術学院     |
| 21位                     | 北海道学連選抜           |
| 22位                     | 北信越学連選抜           |
| 23位                     | サンフランシスコ州立大学 |

| 第4回 （1992年10月10日） | 第4回 （1992年10月10日） |
| ------------------------ | ------------------------ |
| 優勝                     | 山梨学院大学◎            |
| 2位                      | 中央大学                 |
| 3位                      | 大東文化大学◎            |
| 4位                      | 順天堂大学               |
| 5位                      | 専修大学                 |
| 6位                      | 東京農業大学             |
| 7位                      | 早稲田大学               |
| 8位                      | 日本大学◎                |
| 9位                      | 駒澤大学                 |
| 10位                     | 鹿屋体育大学             |
| 11位                     | 中四国学連選抜           |
| 12位                     | 京都産業大学             |
| 13位                     | 福岡大学                 |
| 14位                     | 広島経済大学             |
| 15位                     | 名古屋商科大学           |
| 16位                     | 北信越学連選抜           |
| 17位                     | 北海道学連選抜           |
| 18位                     | 関西学院大学             |
| 19位                     | 東北学連選抜             |

| 第5回 （1993年10月10日） | 第5回 （1993年10月10日） |
| ------------------------ | ------------------------ |
| 優勝                     | 山梨学院大学◎            |
| 2位                      | 早稲田大学               |
| 3位                      | 中央大学◎                |
| 4位                      | 順天堂大学               |
| 5位                      | 日本大学                 |
| 6位                      | 広島経済大学             |
| 7位                      | 京都産業大学             |
| 8位                      | 神奈川大学               |
| 9位                      | 日本体育大学             |
| 10位                     | 大阪体育大学             |
| 11位                     | 専修大学                 |
| 12位                     | 駒澤大学                 |
| 13位                     | 法政大学                 |
| 14位                     | 中四国学連選抜           |
| 15位                     | 大東文化大学◎            |
| 16位                     | 北海道学連選抜           |
| 17位                     | 鹿屋体育大学             |
| 18位                     | 福岡大学                 |
| 19位                     | 北信越学連選抜           |
| 20位                     | 名古屋商科大学           |
| 21位                     | 東北学連選抜             |

| 第6回 （1994年10月1日） | 第6回 （1994年10月1日） |
| ----------------------- | ----------------------- |
| 優勝                    | 山梨学院大学◎           |
| 2位                     | 早稲田大学◎             |
| 3位                     | 順天堂大学*             |
| 4位                     | 日本大学                |
| 5位                     | 神奈川大学              |
| 6位                     | 京都産業大学            |
| 7位                     | 中央大学◎               |
| 8位                     | 広島経済大学            |
| 9位                     | 日本体育大学            |
| 10位                    | 中四国学連選抜          |
| 11位                    | 東海大学                |
| 12位                    | 専修大学                |
| 13位                    | 法政大学                |
| 14位                    | 中京大学                |
| 15位                    | 関西大学                |
| 16位                    | 福岡大学                |
| 17位                    | 鹿屋体育大学            |
| 18位                    | 北海道学連選抜          |
| 19位                    | 北信越学連選抜          |
| 20位                    | 東北学連選抜            |

| 第7回 （1995年10月10日） | 第7回 （1995年10月10日） |
| ------------------------ | ------------------------ |
| 優勝                     | 山梨学院大学*◎           |
| 2位                      | 早稲田大学◎              |
| 3位                      | 中央大学                 |
| 4位                      | 神奈川大学               |
| 5位                      | 関西大学                 |
| 6位                      | 日本大学                 |
| 7位                      | 東海大学                 |
| 8位                      | 広島経済大学             |
| 9位                      | 専修大学                 |
| 10位                     | 京都産業大学             |
| 11位                     | 東京農業大学             |
| 12位                     | 東洋大学                 |
| 13位                     | 日本体育大学             |
| 14位                     | 鹿屋体育大学             |
| 15位                     | 北海道学連選抜           |
| 16位                     | 中四国学連選抜           |
| 17位                     | 第一工業大学             |
| 18位                     | 東北学連選抜             |
| 19位                     | 愛知工業大学             |
| 20位                     | 北信越学連選抜           |

| 第8回 （1996年10月10日） | 第8回 （1996年10月10日） |
| ------------------------ | ------------------------ |
| 優勝                     | 早稲田大学◎              |
| 2位                      | 中央大学◎                |
| 3位                      | 専修大学*                |
| 4位                      | 京都産業大学             |
| 5位                      | 順天堂大学               |
| 6位                      | 東海大学                 |
| 7位                      | 亜細亜大学               |
| 8位                      | 大東文化大学             |
| 9位                      | 日本体育大学             |
| 10位                     | 法政大学                 |
| 11位                     | 中四国学連選抜           |
| 12位                     | 東京農業大学             |
| 13位                     | 徳山大学                 |
| 14位                     | 名古屋商科大学           |
| 15位                     | 福岡大学                 |
| 16位                     | 東北学連選抜             |
| 17位                     | 第一工業大学             |
| 18位                     | 関西大学                 |
| 19位                     | 北海道学連選抜           |
| 20位                     | 北信越学連選抜           |

| 第9回 （1997年10月10日） | 第9回 （1997年10月10日） |
| ------------------------ | ------------------------ |
| 優勝                     | 駒澤大学                 |
| 2位                      | 神奈川大学               |
| 3位                      | 中央大学◎                |
| 4位                      | 山梨学院大学             |
| 5位                      | 順天堂大学               |
| 6位                      | 早稲田大学◎              |
| 7位                      | 京都産業大学             |
| 8位                      | 大東文化大学             |
| 9位                      | 東海大学                 |
| 10位                     | 広島経済大学             |
| 11位                     | 東洋大学                 |
| 12位                     | 日本体育大学             |
| 13位                     | 鹿屋体育大学             |
| 14位                     | 立命館大学               |
| 15位                     | 名古屋商科大学           |
| 16位                     | 北信越学連選抜           |
| 17位                     | 福岡大学                 |
| 18位                     | 中四国学連選抜           |
| 19位                     | 北海道学連選抜           |
| 20位                     | 東北学連選抜             |

| 第10回 （1998年10月10日） | 第10回 （1998年10月10日） |
| ------------------------- | ------------------------- |
| 優勝                      | 駒澤大学◎                 |
| 2位                       | 山梨学院大学              |
| 3位                       | 神奈川大学◎               |
| 4位                       | 京都産業大学              |
| 5位                       | 順天堂大学                |
| 6位                       | 拓殖大学                  |
| 7位                       | 中央大学◎                 |
| 8位                       | 第一工業大学              |
| 9位                       | 大東文化大学              |
| 10位                      | 日本大学                  |
| 11位                      | 早稲田大学                |
| 12位                      | 東洋大学                  |
| 13位                      | 広島経済大学              |
| 14位                      | 鹿屋体育大学              |
| 15位                      | アイビーリーグ選抜        |
| 16位                      | 中四国学連選抜            |
| 17位                      | 東北学連選抜              |
| 18位                      | 北信越学連選抜            |
| 19位                      | 北海道学連選抜            |
| 20位                      | 立命館大学                |
| 21位                      | 愛知工業大学              |

| 第11回 （1999年10月10日） | 第11回 （1999年10月10日） |
| ------------------------- | ------------------------- |
| 優勝                      | 順天堂大学                |
| 2位                       | 山梨学院大学◎             |
| 3位                       | 駒澤大学◎                 |
| 4位                       | 中央大学                  |
| 5位                       | 神奈川大学◎               |
| 6位                       | 京都産業大学              |
| 7位                       | 大東文化大学              |
| 8位                       | 日本大学                  |
| 9位                       | 第一工業大学              |
| 10位                      | 東洋大学                  |
| 11位                      | 東海大学                  |
| 12位                      | 広島経済大学              |
| 13位                      | 名古屋商科大学            |
| 14位                      | 中四国学連選抜            |
| 15位                      | 鹿屋体育大学              |
| 16位                      | 早稲田大学                |
| 17位                      | アイビーリーグ選抜        |
| 18位                      | 立命館大学                |
| 19位                      | 北海道学連選抜            |
| 20位                      | 北信越学連選抜            |
| 21位                      | 東北学連選抜              |

| 第12回 （2000年10月9日） | 第12回 （2000年10月9日） |
| ------------------------ | ------------------------ |
| 優勝                     | 順天堂大学◎              |
| 2位                      | 山梨学院大学◎            |
| 3位                      | 駒澤大学◎                |
| 4位                      | 中央大学                 |
| 5位                      | 神奈川大学               |
| 6位                      | 日本大学                 |
| 7位                      | 帝京大学                 |
| 8位                      | 早稲田大学               |
| 9位                      | 京都産業大学             |
| 10位                     | 第一工業大学             |
| 11位                     | 東海大学                 |
| 12位                     | 鹿屋体育大学             |
| 13位                     | 広島経済大学             |
| 14位                     | アイビーリーグ選抜       |
| 15位                     | 中四国学連選抜           |
| 16位                     | 法政大学                 |
| 17位                     | 東北学連選抜             |
| 18位                     | 関西大学                 |
| 19位                     | 北海道学連選抜           |
| 20位                     | 名古屋商科大学           |
| 21位                     | 北信越学連選抜           |

| 第13回 （2001年10月8日） | 第13回 （2001年10月8日） |
| ------------------------ | ------------------------ |
| 優勝                     | 順天堂大学◎              |
| 2位                      | 駒澤大学◎                |
| 3位                      | 神奈川大学               |
| 4位                      | 山梨学院大学◎            |
| 5位                      | 日本大学                 |
| 6位                      | 中央大学                 |
| 7位                      | 法政大学                 |
| 8位                      | 大東文化大学             |
| 9位                      | 京都産業大学             |
| 10位                     | 帝京大学                 |
| 11位                     | 広島経済大学             |
| 12位                     | アイビーリーグ選抜       |
| 13位                     | 北海道学連選抜           |
| 14位                     | 第一工業大学             |
| 15位                     | 早稲田大学               |
| 16位                     | 中四国学連選抜           |
| 17位                     | 関西大学                 |
| 18位                     | 名古屋商科大学           |
| 19位                     | 東北学連選抜             |
| 20位                     | 鹿屋体育大学             |
| 21位                     | 北信越学連選抜           |

| 第14回 （2002年10月14日） | 第14回 （2002年10月14日） |
| ------------------------- | ------------------------- |
| 優勝                      | 山梨学院大学              |
| 2位                       | 神奈川大学*◎              |
| 3位                       | 駒澤大学◎                 |
| 4位                       | 第一工業大学              |
| 5位                       | 大東文化大学              |
| 6位                       | 京都産業大学              |
| 7位                       | 早稲田大学                |
| 8位                       | 亜細亜大学                |
| 9位                       | 徳山大学                  |
| 10位                      | 順天堂大学◎               |
| 11位                      | 中央大学                  |
| 12位                      | 帝京大学                  |
| 13位                      | 中四国学連選抜            |
| 14位                      | 北海道学連選抜            |
| 15位                      | 韓国学生選抜              |
| 16位                      | 日本大学                  |
| 17位                      | 鹿屋体育大学              |
| 18位                      | 東北学連選抜              |
| 19位                      | アイビーリーグ選抜        |
| 20位                      | 関西大学                  |
| 21位                      | 北信越学連選抜            |
| 22位                      | 愛知工業大学              |

| 第15回 （2003年10月13日） | 第15回 （2003年10月13日） |
| ------------------------- | ------------------------- |
| 優勝                      | 日本大学                  |
| 2位                       | 大東文化大学              |
| 3位                       | 駒澤大学◎                 |
| 4位                       | 東海大学                  |
| 5位                       | 山梨学院大学◎             |
| 6位                       | 順天堂大学                |
| 7位                       | 中央大学                  |
| 8位                       | 東洋大学                  |
| 9位                       | 日本体育大学              |
| 10位                      | 第一工業大学              |
| 11位                      | 立命館大学                |
| 12位                      | 中央学院大学              |
| 13位                      | 徳山大学                  |
| 14位                      | 京都産業大学              |
| 15位                      | 中四国学連選抜            |
| 16位                      | 愛知工業大学              |
| 17位                      | 鹿屋体育大学              |
| 18位                      | 東北学連選抜              |
| 19位                      | 北海道学連選抜            |
| 20位                      | アイビーリーグ選抜        |
| 21位                      | 北信越学連選抜            |

| 第16回 （2004年10月11日） | 第16回 （2004年10月11日） |
| ------------------------- | ------------------------- |
| 優勝                      | 日本大学◎                 |
| 2位                       | 駒澤大学◎                 |
| 3位                       | 中央大学                  |
| 4位                       | 東海大学                  |
| 5位                       | 日本体育大学              |
| 6位                       | 順天堂大学                |
| 7位                       | 法政大学                  |
| 8位                       | 大東文化大学◎             |
| 9位                       | 京都産業大学              |
| 10位                      | 神奈川大学                |
| 11位                      | 立命館大学                |
| 12位                      | 東洋大学                  |
| 13位                      | 徳山大学                  |
| 14位                      | 東北学連選抜              |
| 15位                      | 中四国学連選抜            |
| 16位                      | アイビーリーグ選抜        |
| 17位                      | 亜細亜大学                |
| 18位                      | 北信越学連選抜            |
| 19位                      | 第一工業大学              |
| 20位                      | 福岡大学                  |
| 21位                      | 愛知工業大学              |
| 22位                      | 北海道学連選抜            |

| 第17回 （2005年10月10日） | 第17回 （2005年10月10日） |
| ------------------------- | ------------------------- |
| 優勝                      | 東海大学                  |
| 2位                       | 中央大学◎                 |
| 3位                       | 日本体育大学              |
| 4位                       | 駒澤大学◎                 |
| 5位                       | 日本大学◎                 |
| 6位                       | 第一工業大学              |
| 7位                       | 京都産業大学              |
| 8位                       | 亜細亜大学                |
| 9位                       | 法政大学                  |
| 10位                      | 順天堂大学                |
| 11位                      | 中央学院大学              |
| 12位                      | 神奈川大学                |
| 13位                      | 立命館大学                |
| 14位                      | アイビーリーグ選抜        |
| 15位                      | 徳山大学                  |
| 16位                      | 東北学連選抜              |
| 17位                      | 北海道学連選抜            |
| 18位                      | 中四国学連選抜            |
| 19位                      | 北信越学連選抜            |
| 20位                      | 中京大学                  |
| 21位                      | 鹿屋体育大学              |

| 第18回 （2006年10月9日） | 第18回 （2006年10月9日） |
| ------------------------ | ------------------------ |
| 優勝                     | 東海大学◎                |
| 2位                      | 日本大学                 |
| 3位                      | 東洋大学                 |
| 4位                      | 日本体育大学◎            |
| 5位                      | 駒澤大学                 |
| 6位                      | 第一工業大学             |
| 7位                      | 法政大学                 |
| 8位                      | 亜細亜大学               |
| 9位                      | 順天堂大学               |
| 10位                     | 立命館大学               |
| 11位                     | 山梨学院大学             |
| 12位                     | 中央大学◎                |
| 13位                     | アイビーリーグ選抜       |
| 14位                     | 京都産業大学             |
| 15位                     | 日本文理大学             |
| 16位                     | 徳山大学                 |
| 17位                     | 東北学連選抜             |
| 18位                     | 名古屋大学               |
| 19位                     | 北海道学連選抜           |
| 20位                     | 中四国学連選抜           |
| 21位                     | 北信越学連選抜           |

| 第19回 （2007年10月8日） | 第19回 （2007年10月8日） |
| ------------------------ | ------------------------ |
| 優勝                     | 東海大学◎                |
| 2位                      | 日本大学◎                |
| 3位                      | 日本体育大学*            |
| 4位                      | 駒澤大学                 |
| 5位                      | 順天堂大学               |
| 6位                      | 東洋大学◎                |
| 7位                      | 中央大学                 |
| 8位                      | 第一工業大学             |
| 9位                      | 亜細亜大学               |
| 10位                     | 早稲田大学               |
| 11位                     | 立命館大学               |
| 12位                     | アイビーリーグ選抜       |
| 13位                     | 日本文理大学             |
| 14位                     | 専修大学                 |
| 15位                     | 愛知工業大学             |
| 16位                     | 北信越学連選抜           |
| 17位                     | 中四国学連選抜           |
| 18位                     | 東北学連選抜             |
| 19位                     | 大阪体育大学             |
| 20位                     | 北海道学連選抜           |
| 21位                     | 徳山大学                 |

| 第20回 （2008年10月13日） | 第20回 （2008年10月13日） |
| ------------------------- | ------------------------- |
| 優勝                      | 日本大学◎                 |
| 2位                       | 駒澤大学                  |
| 3位                       | 第一工業大学              |
| 4位                       | 山梨学院大学              |
| 5位                       | 東洋大学                  |
| 6位                       | 東海大学◎                 |
| 7位                       | 立命館大学                |
| 8位                       | 中央大学                  |
| 9位                       | 帝京大学                  |
| 10位                      | 中央学院大学              |
| 11位                      | 早稲田大学                |
| 12位                      | 亜細亜大学                |
| 13位                      | 京都産業大学              |
| 14位                      | 大東文化大学              |
| 15位                      | 日本文理大学              |
| 16位                      | 北海道学連選抜            |
| 17位                      | アイビーリーグ選抜        |
| 18位                      | 北信越学連選抜            |
| 19位                      | 愛知工業大学              |
| 20位                      | 広島経済大学              |
| 21位                      | 中四国学連選抜            |
| 22位                      | 東北学連選抜              |

| 第21回 （2009年10月12日） | 第21回 （2009年10月12日） |
| ------------------------- | ------------------------- |
| 優勝                      | 日本大学◎                 |
| 2位                       | 山梨学院大学              |
| 3位                       | 東洋大学                  |
| 4位                       | 早稲田大学                |
| 5位                       | 中央大学                  |
| 6位                       | 立命館大学                |
| 7位                       | 第一工業大学◎             |
| 8位                       | 京都産業大学              |
| 9位                       | 大東文化大学              |
| 10位                      | 駒澤大学◎                 |
| 11位                      | 中央学院大学              |
| 12位                      | 明治大学                  |
| 13位                      | アイビーリーグ選抜        |
| 14位                      | 日本文理大学              |
| 15位                      | 愛知工業大学              |
| 16位                      | 北信越学連選抜            |
| 17位                      | 中国四国学連選抜          |
| 18位                      | 久留米大学                |
| 19位                      | 北海道学連選抜            |
| 20位                      | 東北学連選抜              |
| 21位                      | 広島経済大学              |

| 第22回 （2010年10月11日） | 第22回 （2010年10月11日） |
| ------------------------- | ------------------------- |
| 優勝                      | 早稲田大学                |
| 2位                       | 日本体育大学              |
| 3位                       | 駒澤大学                  |
| 4位                       | 東洋大学◎                 |
| 5位                       | 山梨学院大学◎             |
| 6位                       | 東京農業大学              |
| 7位                       | 中央大学                  |
| 8位                       | 明治大学                  |
| 9位                       | 京都産業大学              |
| 10位                      | 第一工業大学              |
| 11位                      | 青山学院大学              |
| 12位                      | 立命館大学                |
| 13位                      | 城西大学                  |
| 14位                      | 中京大学                  |
| 15位                      | アイビーリーグ選抜        |
| 16位                      | 北海道学連選抜            |
| 17位                      | 東北学連選抜              |
| 18位                      | 日本大学◎                 |
| 19位                      | 日本文理大学              |
| 20位                      | 中国四国学連選抜          |
| 21位                      | 北信越学連選抜            |
| 22位                      | 広島大学                  |

| 第23回 （2011年10月10日） | 第23回 （2011年10月10日） |
| ------------------------- | ------------------------- |
| 優勝                      | 東洋大学                  |
| 2位                       | 駒澤大学◎                 |
| 3位                       | 早稲田大学◎               |
| 4位                       | 東海大学                  |
| 5位                       | 拓殖大学                  |
| 6位                       | 日本体育大学◎             |
| 7位                       | 明治大学                  |
| 8位                       | アイビーリーグ選抜        |
| 9位                       | 中央大学                  |
| 10位                      | 青山学院大学              |
| 11位                      | 國學院大學                |
| 12位                      | 京都産業大学              |
| 13位                      | 第一工業大学              |
| 14位                      | 関西学院大学              |
| 15位                      | 日本文理大学              |
| 16位                      | 北海道学連選抜            |
| 17位                      | 北信越学連選抜            |
| 18位                      | 中京大学                  |
| 19位                      | 広島大学                  |
| 20位                      | 中四国学連選抜            |
| 21位                      | 東北学連選抜              |

| 第24回 （2012年10月8日） | 第24回 （2012年10月8日） |
| ------------------------ | ------------------------ |
| 優勝                     | 青山学院大学             |
| 2位                      | 東洋大学◎                |
| 3位                      | 中央大学                 |
| 4位                      | 山梨学院大学             |
| 5位                      | 駒澤大学◎                |
| 6位                      | 早稲田大学◎              |
| 7位                      | 順天堂大学               |
| 8位                      | アイビーリーグ選抜       |
| 9位                      | 城西大学                 |
| 10位                     | 國學院大學               |
| 11位                     | 明治大学                 |
| 12位                     | 第一工業大学             |
| 13位                     | 立命館大学               |
| 14位                     | 関西学院大学             |
| 15位                     | 北信越学連選抜           |
| 16位                     | 北海道学連選抜           |
| 17位                     | 日本文理大学             |
| 18位                     | 中四国学連選抜           |
| 19位                     | 東北学連選抜             |
| 20位                     | 愛知工業大学             |
| 21位                     | 広島大学                 |

| 第25回 （2013年10月14日） | 第25回 （2013年10月14日） |
| ------------------------- | ------------------------- |
| 優勝                      | 駒澤大学                  |
| 2位                       | 東洋大学◎                 |
| 3位                       | 日本体育大学              |
| 4位                       | 早稲田大学                |
| 5位                       | 青山学院大学◎             |
| 6位                       | 中央学院大学              |
| 7位                       | 明治大学                  |
| 8位                       | 法政大学                  |
| 9位                       | 順天堂大学                |
| 10位                      | 中央大学◎                 |
| 11位                      | 京都産業大学              |
| 12位                      | 帝京大学                  |
| 13位                      | 関西学院大学              |
| 14位                      | アイビーリーグ選抜        |
| 15位                      | 中京大学                  |
| 16位                      | 第一工業大学              |
| 17位                      | 日本文理大学              |
| 18位                      | 東北学連選抜              |
| 19位                      | 北信越学連選抜            |
| 20位                      | 北海道学連選抜            |
| 21位                      | 中国四国学連選抜          |
| 22位                      | 広島経済大学              |

| 第26回（中止） （2014年10月13日） | 第26回（中止） （2014年10月13日） |
| --------------------------------- | --------------------------------- |
| No.1                              | 駒澤大学◎                         |
| No.2                              | 東洋大学◎                         |
| No.3                              | 日本体育大学◎                     |
| No.4                              | 北海道学連選抜                    |
| No.5                              | 東北学連選抜                      |
| No.6                              | 早稲田大学                        |
| No.7                              | 青山学院大学                      |
| No.8                              | 明治大学                          |
| No.9                              | 日本大学                          |
| No.10                             | 帝京大学                          |
| No.11                             | 拓殖大学                          |
| No.12                             | 大東文化大学                      |
| No.13                             | 北信越学連選抜                    |
| No.14                             | 中京大学                          |
| No.15                             | 立命館大学                        |
| No.16                             | 関西学院大学                      |
| No.17                             | 広島経済大学                      |
| No.18                             | 中国四国学連選抜                  |
| No.19                             | 第一工業大学                      |
| No.20                             | 日本文理大学                      |
| No.21                             | アイビーリーグ選抜                |

| 第27回 （2015年10月12日） | 第27回 （2015年10月12日） |
| ------------------------- | ------------------------- |
| 優勝                      | 青山学院大学◎             |
| 2位                       | 山梨学院大学              |
| 3位                       | 駒澤大学◎                 |
| 4位                       | 東洋大学                  |
| 5位                       | 東海大学                  |
| 6位                       | 早稲田大学                |
| 7位                       | 中央学院大学              |
| 8位                       | 明治大学◎                 |
| 9位                       | アイビーリーグ選抜        |
| 10位                      | 京都産業大学              |
| 11位                      | 立命館大学                |
| 12位                      | 大東文化大学              |
| 13位                      | 城西大学                  |
| 14位                      | 第一工業大学              |
| 15位                      | 広島経済大学              |
| 16位                      | 日本文理大学              |
| 17位                      | 中京大学                  |
| 18位                      | 東北学連選抜              |
| 19位                      | 北信越学連選抜            |
| 20位                      | 北海道学連選抜            |
| 21位                      | 中国四国学連選抜          |

| 第28回 （2016年10月10日） | 第28回 （2016年10月10日） |
| ------------------------- | ------------------------- |
| 優勝                      | 青山学院大学◎ /関東1      |
| 2位                       | 山梨学院大学◎ /関東2      |
| 3位                       | 東海大学 /関東3           |
| 4位                       | 中央学院大学 /関東4       |
| 5位                       | 駒澤大学◎ /関東5          |
| 6位                       | 日本体育大学 /関東6       |
| 7位                       | 順天堂大学 /関東7         |
| 8位                       | 早稲田大学 /関東8         |
| 9位                       | 東洋大学 /関東9           |
| 10位                      | 帝京大学 (関東10)         |
| 11位                      | 京都産業大学 /関西1       |
| 12位                      | 広島経済大学 /中四国1     |
| 13位                      | 第一工業大学 /九州1       |
| 14位                      | アイビーリーグ選抜        |
| 15位                      | 愛知工業大学              |
| 16位                      | 北海道学連選抜            |
| 17位                      | 日本文理大学              |
| 18位                      | 中国四国学連選抜          |
| 19位                      | 東北学連選抜              |
| 20位                      | 北信越学連選抜            |

| 第29回 （2017年10月9日） | 第29回 （2017年10月9日） |
| ------------------------ | ------------------------ |
| 優勝                     | 東海大学 /関東1          |
| 2位                      | 青山学院大学 /関東2      |
| 3位                      | 日本体育大学 /関東3      |
| 4位                      | 順天堂大学 /関東4        |
| 5位                      | 東洋大学 /関東5          |
| 6位                      | 神奈川大学 /関東6        |
| 7位                      | 駒澤大学 /関東7          |
| 8位                      | 中央学院大学 /関東8      |
| 9位                      | 早稲田大学 /関東9        |
| 10位                     | アイビーリーグ選抜       |
| 11位                     | 関西学院大学 /関西1      |
| 12位                     | 北海道学連選抜 /北海道1  |
| 13位                     | 立命館大学 /関西2        |
| 14位                     | 広島経済大学             |
| 15位                     | 第一工業大学             |
| 16位                     | 日本文理大学             |
| 17位                     | 東北学連選抜             |
| 18位                     | 北信越学連選抜           |
| 19位                     | 環太平洋大学             |
| 棄権                     | 法政大学 (4区棄権)       |
| 棄権                     | 岐阜経済大学 (1区棄権)   |

| 第30回 （2018年10月8日） | 第30回 （2018年10月8日） |
| ------------------------ | ------------------------ |
| 優勝                     | 青山学院大学 /関東1      |
| 2位                      | 東洋大学 /関東2          |
| 3位                      | 東海大学 /関東3          |
| 4位                      | 拓殖大学 /関東4          |
| 5位                      | 帝京大学 /関東5          |
| 6位                      | 中央学院大学 /関東6      |
| 7位                      | 立命館大学 /関西1        |
| 8位                      | 城西大学 /関東7          |
| 9位                      | 日本体育大学 /関東8      |
| 10位                     | 早稲田大学 /関東9        |
| 11位                     | アイビーリーグ選抜       |
| 12位                     | 法政大学 (関東10)        |
| 13位                     | 京都産業大学 /関西2      |
| 14位                     | 皇學館大学 /東海1        |
| 15位                     | 日本文理大学             |
| 16位                     | 札幌学院大学             |
| 17位                     | 大阪経済大学             |
| 18位                     | 北信越学連選抜           |
| 19位                     | 札幌国際大学             |
| 20位                     | 広島経済大学             |
| 21位                     | 東北学連選抜             |

| 第31回 （2019年10月14日） | 第31回 （2019年10月14日） |
| ------------------------- | ------------------------- |
| 優勝                      | 國學院大學 /関東1         |
| 2位                       | 駒澤大学 /関東2           |
| 3位                       | 東洋大学 /関東3           |
| 4位                       | 東海大学 /関東4           |
| 5位                       | 青山学院大学 /関東5       |
| 6位                       | 立命館大学 /関西1         |
| 7位                       | 帝京大学 /関東6           |
| 8位                       | 順天堂大学 /関東7         |
| 9位                       | 拓殖大学 /関東8           |
| 10位                      | 法政大学 /関東9           |
| 11位                      | 中央学院大学 (関東10)     |
| 12位                      | 北海道学連選抜 /北海道1   |
| 13位                      | アイビーリーグ選抜        |
| 14位                      | 関西学院大学 /関西2       |
| 15位                      | 皇學館大学                |
| 16位                      | 北信越学連選抜            |
| 17位                      | 愛知工業大学              |
| 18位                      | 広島経済大学              |
| 19位                      | 京都産業大学              |
| 20位                      | 第一工業大学              |
| 21位                      | 東北学連選抜              |

| 第32回（中止） （2020年10月11日） | 第32回（中止） （2020年10月11日） |
| --------------------------------- | --------------------------------- |
| 開催中止                          | 出場校なし                        |

| 第33回 （2021年10月10日） | 第33回 （2021年10月10日） |
| ------------------------- | ------------------------- |
| 優勝                      | 東京国際大学 /関東1       |
| 2位                       | 青山学院大学 /関東2       |
| 3位                       | 東洋大学 /関東3           |
| 4位                       | 國學院大學 /関東4         |
| 5位                       | 駒澤大学 /関東5           |
| 6位                       | 早稲田大学 /関東6         |
| 7位                       | 創価大学 /関東7           |
| 8位                       | 帝京大学 /関東8           |
| 9位                       | 東海大学 /関東9           |
| 10位                      | 順天堂大学 (関東10)       |
| 11位                      | 立命館大学 /関西1         |
| 12位                      | 大阪経済大学 /関西2       |
| 13位                      | 関西学院大学 /関西3       |
| 14位                      | 皇學館大学                |
| 15位                      | 北信越学連選抜            |
| 16位                      | 広島経済大学              |
| 17位                      | 札幌学院大学              |
| 18位                      | 東北学連選抜              |
| 19位                      | 北海道大学                |
| 20位                      | 日本文理大学              |

| 第34回 （2022年10月10日） | 第34回 （2022年10月10日） |
| ------------------------- | ------------------------- |
| 優勝                      | 駒澤大学 /関東1           |
| 2位                       | 國學院大學 /関東2         |
| 3位                       | 中央大学 /関東3           |
| 4位                       | 青山学院大学 /関東4       |
| 5位                       | 順天堂大学 /関東5         |
| 6位                       | 創価大学 /関東6           |
| 7位                       | 法政大学 /関東7           |
| 8位                       | 東京国際大学 /関東8       |
| 9位                       | 東洋大学 /関東9           |
| 10位                      | 関西学院大学 /関西1       |
| 11位                      | 帝京大学 (関東10)         |
| 12位                      | 立命館大学 /関西2         |
| 13位                      | 環太平洋大学 /中四国1     |
| 14位                      | 大阪経済大学              |
| 15位                      | 皇學館大学                |
| 16位                      | 北海道学連選抜            |
| 17位                      | 関西大学                  |
| 18位                      | 第一工科大学              |
| 19位                      | 北信越学連選抜            |
| 20位                      | 東北学連選抜              |

| 第35回 （2023年10月9日） | 第35回 （2023年10月9日）  |
| ------------------------ | ------------------------- |
| 優勝                     | 駒澤大学 /関東1           |
| 2位                      | 城西大学 /関東2           |
| 3位                      | 國學院大學 /関東3         |
| 4位                      | 青山学院大学 /関東4       |
| 5位                      | 早稲田大学 /関東5         |
| 6位                      | 中央大学 /関東6           |
| 7位                      | 東洋大学 /関東7           |
| 8位                      | 法政大学 /関東8           |
| 9位                      | 順天堂大学 /関東9         |
| 10位                     | 関西大学 /関西1           |
| 11位                     | 環太平洋大学 /中四国1     |
| 12位                     | アイビーリーグ選抜        |
| 13位                     | 広島経済大学 /中四国2     |
| 14位                     | 立命館大学                |
| 15位                     | 北海道学連選抜            |
| 16位                     | 北信越学連選抜            |
| 17位                     | 皇學館大學                |
| 18位                     | 第一工科大学              |
| 19位                     | 東北学連選抜              |
| 棄権                     | 大阪経済大学 (1区棄権)    |
| 失格                     | 創価大学 (ドーピング違反) |

| 第36回 （2024年10月14日） | 第36回 （2024年10月14日） |
| ------------------------- | ------------------------- |
| 優勝                      | 國學院大學 /関東1         |
| 2位                       | 駒澤大学 /関東2           |
| 3位                       | 青山学院大学 /関東3       |
| 4位                       | 創価大学 /関東4           |
| 5位                       | アイビーリーグ選抜        |
| 6位                       | 早稲田大学 /関東5         |
| 7位                       | 城西大学 /関東6           |
| 8位                       | 帝京大学 /関東7           |
| 9位                       | 法政大学 /関東8           |
| 10位                      | 大東文化大学 /関東9       |
| 11位                      | 東洋大学 (関東10)         |
| 12位                      | 京都産業大学 /関西1       |
| 13位                      | 北信越学連選抜 /北信越1   |
| 14位                      | 北海道学連選抜 /北海道1   |
| 15位                      | 名古屋大学                |
| 16位                      | 関西大学                  |
| 17位                      | 岡山大学                  |
| 18位                      | 鹿屋体育大学              |
| 19位                      | 広島大学                  |
| 20位                      | 広島経済大学              |
| 21位                      | 東北学連選抜              |

### 表彰
優勝チームには内閣総理大臣杯、文部科学大臣賞、出雲市長杯、賞状及び賞品が贈られる。また、優勝チームの監督には優勝監督賞が贈られる。
第2位から第8位までのチームには賞状及び賞品が贈られる。
各区間の最高記録者には区間賞が贈られる。
なお、上位3チームには協賛社の富士通Japanから副賞が贈呈される。かつては優勝チームのみに贈られていた。

### 式典
大会日前日には出雲市民会館で開会式が開催され出場校となる大学の紹介や選手宣誓等が行われる。
大会終了後に出雲ドームで閉会式が開催され表彰等が行われる。

## 大会運営

### 主催
- 日本学生陸上競技連合
- 出雲市

### 後援
- スポーツ庁
- 島根県
- 島根県教育委員会
- 島根県立中央病院
- 出雲市教育委員会
- 島根県スポーツ協会
- フジテレビジョン
- 産業経済新聞社（産経新聞・サンケイスポーツ）
- ニッポン放送
- 山陰中央テレビジョン放送
- 山陰中央新報
- エフエム山陰

### 協賛
- 前田道路（第37回）
- 富士通Japan
子会社の島根富士通でノートパソコン「FMV LIFEBOOK（旧・FMV BIBLO）」などを製造（販売は富士通クライアントコンピューティング）しており、「FMV LIFEBOOK」を大会運営や放送業務用、さらに副賞としても提供している。

### 特別賛助
- トヨタ自動車（1998年 - 2015年）
オフィシャルカーとして協力していた。大会協賛である富士通の子会社・富士通テン（現・デンソーテン）製の車載AV機器「ECLIPSE」を担当をしている。
- 共立メンテナンス（2016年 - 2018年）
- 森永製菓（2018年から）

### 賛助
- キリンビバレッジ（2000年 - 2006年）
- タマホーム（2006年 - 2007年）
- サッポロビール（1989年 - 1999年）
- 三和酒類（「iichiko」名義。1990年 - 2001年）
- スズキ（1992年 - 1996年）
- ベルーナ（2003年）
- 日産自動車（1997年）
- クリスタル（2004年）
- 大和證券グループ（1999年）
- ジャパンエナジー（現・ENEOS、1999年）
- 日本コカ・コーラ（1994年）
- ゼネラル石油（現・ENEOS、1990年 - 1992年）
- JAバンク（2008年）

## メディア報道

### テレビ中継
テレビでは大会協賛スポンサーの富士通Japanがメインスポンサーとなって『富士通Japanスポーツスペシャル出雲全日本大学選抜駅伝』として大会の開始時から毎年FNS系列（CS放送のフジテレビONEでも同日録画放送）で実況中継が行われている。番組制作およびネットワーク配信はキー局であるフジテレビが担当、島根県の系列局であるさんいん中央テレビ（TSK）も制作協力で関与し、CX・TSK共に本大会後援として名を連ねる。なお誘致した岩国の著書によると、当初はTBSと日本テレビに半年前に打診したものの時期が直前すぎると断られ、途方に暮れたところへフジテレビから話が来たとのことで、「地元の山陰中央テレビさんが話を聞いてフジテレビさんに働きかけてくれたのかもしれない」とのことである。
2019年現在、地上波での放送時間枠は13時00分 - 15時25分。なお、第1回の開催当時の放送時間は8時30分 - 11時00分と、現在の放送時間より早い時間での生中継だった。また、第12回までは中継録画での放送だった。
2022年現在はTVerやフジテレビSPORTS公式YouTubeチャンネルでのライブ配信も行っている。なお、YouTubeについては地上波とは別制作となるため、実況・解説は別の人物が担当している。
2024年末に報じられた中居正広・フジテレビ問題の影響を受けた2025年の大会においては、富士通Japanが協賛を辞退。代わって前田道路が協賛することになった。

#### スペシャルゲスト
- 2012年、2018年、2019年
  - 柏原竜二（富士通陸上競技部）

#### 副音声
- 2021年・2022年
  - 出演者：柏原竜二・神野大地・西村菜那子[31]
- 2023年
  - 出演者：柏原竜二・田澤廉・西村菜那子
- 2024年
  - 出演者：柏原竜二・鈴木芽吹・佐藤一世・西山喜久恵

#### 中継テーマソング
- 2021年 - 2024年
  - フィラメント（Official髭男dism。2021年発売のアルバム『Editorial』に収録）

#### 特別番組
2019年
- 「ボクらの襷の時代2」（2019年10月13日）[32]
  - 出演者：増田明美・西村菜那子・西山喜久恵

#### 開催中止時の対応
- 台風接近のため開催当日に中止が発表された2014年は、中継そのものも取りやめとなり、放送予定であった時間帯は映画『ナルニア国物語/第1章: ライオンと魔女』に差し替えられた（編成上はそうであるが、実際には大会ゴール地点の出雲ドームからの現場リポートが番組冒頭にあり、提供クレジットとCMを挟んで映画に移った）。
- 新型コロナウイルス感染症拡大のため事前に中止が発表された2020年は、放送予定であった時間帯は通常番組である『なりゆき街道旅』と『ザ・ノンフィクション』[33]に差し替えられ、放送時間短縮を予定していた『みんなのKEIBA』（北・東日本地区および沖縄県、新潟県を除く）、『NSTみんなのKEIBA』（新潟県）と『KEIBA BEAT』（西日本地区、一部地域を除く）は通常通りの時刻で放送された。

### ラジオ中継
ラジオでは文化放送にて実況中継が行われている。2012年現在、文化放送は『箱根駅伝』『全日本大学駅伝』も中継しており、3大駅伝のすべてをラジオ中継しているが、この中では唯一関東ローカルでの放送となっている。2023年までは複数スポンサー提供による『文化放送スポーツスペシャル 出雲全日本大学選抜駅伝競走実況中継』として放送したが、2024年はダイトー水産が「リカバリーゼリー飲料"オレは摂取す"」名義で一社提供する『「オレは摂取す」Presents 出雲全日本大学選抜駅伝競走実況中継』として放送。途中で交通情報などを挟む。
なお、2006年 - 2008年は文化放送で実況中継は放送されなかった。2007年では、同枠のレギュラー番組（『大竹まこと ゴールデンラジオ!』）を放送する方針で決まったため、地上波ラジオでは未放送となったが、インターネットラジオでの実況中継が実施された。2009年には、4年ぶりとなる実況生中継が再開され、現在の地上波とインターネットによる同時放送体制に至る。
2006年は放送の予定だったが、西武ライオンズがプレーオフ進出のため、急遽インターネットラジオでの放送に変更となった。2007年も「プロ野球クライマックスシリーズ」パ・リーグの第1ステージの第1戦の開催球場・開催時間の確定がぎりぎりまで縺れて、結局レギュラー番組を返上してクライマックスシリーズ中継を優先して放送した。出雲駅伝は取材アナウンサー（上野智広）が現地に派遣されたが、競艇のSG競走・第54回全日本選手権競走優勝戦中継とも重なったため、インターネットラジオでの生中継も見送られた。放送日夜の『こちら浜松町駅前文化放送スポーツ部』の番組内でレースダイジェストとして出雲から電話出演をした。2008年は、同枠のレギュラー番組を優先して放送されていたため、取材のみ行ない、その模様は開催当日夜の『こちら浜松町駅前-』でレポート報告していた。
また、2013年は「プロ野球クライマックスシリーズ」パ・リーグの第1ステージの第3戦と開催時間が重複するため、第1ステージが第2戦までに決着、もしくは当日の試合が雨天中止となった場合の予備番組扱いとなった。結果的に該当試合が実施されたため地上波（およびradiko）での中継は2008年以来の実施なしとなったが、インターネットラジオでの実況中継は、野球中継の有無に関係なく実施された。
2014年は本駅伝が13時5分スタート、同日開催の「プロ野球クライマックスシリーズ」パ・リーグ第1ステージの第3戦が14時試合開始であるため、第3戦が実施される場合は14時まで地上波（およびradiko）とインターネットラジオの同時放送、以降はインターネットラジオのみの中継（ゴール実況のみ地上波でも野球中継に挿入）という形を採る予定であった。しかし、どちらも台風接近の影響で中止となったため、13:00からの『大竹まこと ゴールデンラジオ!』相当枠では『文化放送スポーツスペシャル』のスタジオバージョンを放送することになり、これらの放送を終えてから行う予定の『吉田照美 飛べ!サルバドール』は15:30からのレギュラー編成に変更となった。
2015年も本駅伝が13時5分スタート、同日開催の「プロ野球クライマックスシリーズ」パ・リーグ第1ステージの第3戦が14時試合開始であったが、西武不出場（かつ野球中継も現地局で放送されている中継をそのままネット）であることを鑑み、駅伝と野球の重複時間帯も本駅伝主体の内容で放送した。
地上波における「プロ野球クライマックスシリーズ」パ・リーグの中継については2015年を最後に撤退となったため、2016年からは同試合の有無にかかわらず、本駅伝をフルバージョンで中継することになった。
2020年は前述の影響で中止となったため、13:00からの『ミスDJリクエストパレード～8116サンデーアップ!』を放送し、そのあとの「スポスタ☆MIX ZONE」は通常通り15:00からとそれぞれレギュラー編成に変更となった。
なお、地元局の山陰放送（BSSラジオ）とエフエム山陰（V-air）は両局ともフジサンケイグループとの関係があるにもかかわらず、文化放送からのネット受けも含めて一切中継しないため、聴取にはradikoプレミアムへの加入以外の選択肢が無い。また、2024年より当該時間帯に文化放送から『大竹まこと ゴールデンラジオ!』をネットしている西日本放送と高知放送も本中継をネットしないが、『ゴールデンラジオ!』本編の裏送りは行われないため、両局はこの日に限り自主編成に差し替える。

### テーマソング
- Official髭男dism『フィラメント』
（ポニーキャニオン/IRORI Records、第33回 - ）

## トピック

### 箱根駅伝予選会との関連
例年、出雲駅伝の1-2週間後に、翌年の箱根駅伝の予選会が行われる。当年1月の箱根駅伝（出雲駅伝の関東地区予選扱い）で上位10位以内に入ったチームは、出雲駅伝の出場権を獲得し、かつ、翌年の箱根駅伝のシード権を獲得（予選会を免除）となるから、当年の箱根駅伝の10位以内の学校は出雲駅伝、11位以下の学校は箱根駅伝予選会に出場する。
しかし、第28回（2016年）まで、出雲駅伝にもシード権が存在した時代は、前年の出雲駅伝で上位3位に入り、かつ、当年の箱根駅伝で11位以下だった大学は、出雲駅伝と箱根駅伝予選会の両方に出場していた。このような大学は、箱根駅伝をシーズンの最終目標として、予選会を突破することを優先してチーム編成を行うことが多い。そのため、チームの主力級の選手は予選会に温存、出雲駅伝には二軍クラスの選手を出場させて大敗を喫したり、調整や新人起用といった「試し」の感覚で臨んでくるケースがあった。出雲駅伝のシード権を放棄して箱根駅伝予選会に集中する大学もあった。ただし、この件は大会そのものに問題があるわけではなく、参加チーム個々の事情（特に関東学連所属校）による取り組み方に関することなので、むしろ大会の特徴を出している一要素になっているともいえた。
第29回（2017年）に出雲駅伝のシード権が廃止されて以降は同様の事例は見られなくなっている。

### 出雲市陸協長距離記録会
出雲駅伝の主管団体の一つである出雲市陸上競技協会が主催する長距離記録会が島根県立浜山公園陸上競技場（日本陸上競技連盟第1種公認）で年4回開催されているが、そのうち1回は出雲駅伝の開催日と同じ日に大学生5000m種目のみで実施されている。大学各校の陸上部員のうち出雲駅伝に出場しなかった控え選手などが多数参加する。大学の広報誌などでは出雲駅伝での記録とともに長距離記録会での記録も掲載されている場合がある。

### 大学間交流
大会開催日の全過程が終了したのち、出場選手や各校OBらが参加する全校合同のさよならパーティーが開催されている。